# Bettenfeld
Bettenfeld là một xã ở huyện Bernkastel-Wittlich, trong bang Rheinland-Pfalz, phía tây Đức.
Xã Bettenfeld có diện tích 17,27 km2.